# Popești (Argeș)
Popeşti é uma comuna romena localizada no distrito de Argeş, na região de Muntênia. A comuna possui uma área de  km² e sua população era de 2326 habitantes segundo o censo de 2007.